# Neil Danns
Neil Danns (ur. 23 listopada 1982 w Liverpoolu) – gujański piłkarz angielskiego pochodzenia grający na pomocnika w klubie Tranmere Rovers oraz reprezentacji Gujany. Zdobywca pierwszego w historii gola dla Gujany na Złotym Pucharze CONCACAF.

## Kariera klubowa
Neil Danns całą swoją karierę spędził w Anglii. Jest wychowankiem Blackburn Rovers. Podczas gry w tym klubie był wypożyczany m.in. do Colchester United. W 2004 roku zdecydował się przenieść do tej drużyny. Po dwóch latach podpisał kontrakt Birmingham City. W 2008 roku przeszedł do Crystal Palace. W klubie spędził trzy lata, występując w ponad 100 meczach. Następnie przeniósł się do Leicester City. Z klubu był wielokrotnie wypożyczany. W 2014 roku podpisał kontrakt z Bolton Wanderers. Po dwóch sezonach przeniósł się do Bury. Obecnie gra w Tranmere Rovers.

## Kariera reprezentacyjna
Neil Danns zdecydował się reprezentować Gujanę. Było to możliwe dzięki narodowości jego dziadka. Zadebiutował 29 marca w starciu z Grenadą. Pierwszego gola zdobył 14 czerwca w meczu z Saint Vincent i Grenadynami. Został powołany na Złoty Puchar CONCACAF 2019. W meczu z Panamą zdobył pierwszego w historii gola dla Gujany na tym turnieju.